# Brooks Robinson
Brooks Robinson (Little Rock, Arkansas; 18 de mayo de 1937-26 de septiembre de 2023)fue un beisbolista estadounidense que jugó veintitrés temporadas en la MLB en la posición de tercera base con los Baltimore Orioles, considerado como el mejor tercera base defensivo de la historia de la MLB, ganó dos anillos de Serie Mundial, dieciocho apariciones consecutivas en el Juego de Estrellas de las Grandes Ligas de Béisbol, diciséis títulos consecutivos de guante de Oro entre otros reconocimientos.

## Carrera
Brooks Calbert Robinson Jr, hijo de Brooks Calbert y Ethel Mae (de soltera Denker) Robinson.Su padre trabajó para Colonial Bakery en Little Rock, Arkansas y luego se convirtió en capitán del Departamento de Bomberos de Little Rock. Mientras tanto, su madre trabajó para Sears Roebuck & Company antes de aceptar un puesto en la oficina del contralor estatal. El joven Brooks recibía un salario repartiendo el Arkansas Gazette en su bicicleta, además de operar el marcador y vender refrescos en Lamar Porter Field.
Brooks Sr. había jugado en la segunda base de un equipo de béisbol semiprofesional. Jugaba con su hijo durante la juventud de Brooks Jr. Al crecer, Brooks Jr. se volvió aficionado a los St. Louis Cardinals y Stan Musial era su jugador favorito. En la escuela secundaria jugó béisbol de la Legión Americana para los M. M. Eberts Post No. 1 Doughboys, uno de los mejores equipos de la Legión Americana en esa parte del país. El equipo alcanzó la final regional en 1952 cuando Robinson tenía quince años. Luego avanzaron al torneo seccional en 1953. Robinson se graduó de Little Rock Central High School el 27 de mayo de 1955, impresionando tanto a la Universidad de Arkansas con su habilidad en el baloncesto que la escuela le ofreció una beca completa.Sin embargo, Robinson deseaba convertirse en un jugador de béisbol profesional. Lindsay Deal, quien fue a la Iglesia Metodista Capitol View con Robinson, había sido compañero de equipo del nuevo gerente de los Baltimore Orioles, Paul Richards, en un equipo de ligas menores, y le escribió una carta a Richards elogiando la habilidad de Robinson. "No es un demonio de la velocidad, pero tampoco es un caballo de carga", escribió Deal. "Brooks tiene mucho poder, es experto en béisbol y siempre está tranquilo cuando las cosas se ponen feas". En 1955, tres equipos de las Grandes Ligas enviaron cazatalentos a Little Rock para intentar fichar a Robinson: los New York Giants, los Cincinnati Redlegs y los Orioles. Cada uno ofrecía 4.000 dólares, pero sólo Cincinnati y Baltimore ofrecían contratos de Grandes Ligas. Robinson finalmente decidió firmar con Baltimore porque los Orioles, que se habían mudado desde St. Louis apenas un año antes después de registrar récords perdedores en 21 de sus 24 temporadas anteriores, habían mostrado el mayor interés y tenían la mayor cantidad de oportunidades para que los jugadores jóvenes se convirtieran en jugadores todos los días. jugadores en su plantel.Art Ehlers fue el cazatalentos que lo contrató.

### Primeros años (1955-1959)

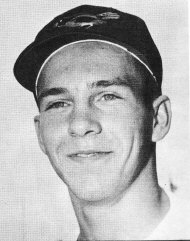
Robinson en 1955.

Después de algunos juegos en las ligas menores, incluido con los Vancouver Mounties, Robinson hizo su primera aparición con los Orioles el 17 de septiembre de 1955, en el Memorial Stadium contra los Washington Senators, bateando de sexto en la alineación. Tuvo dos hits en cuatro turnos al bate, con un sencillo en la cuarta entrada contra Chuck Stobbs para su primer hit antes de impulsar una carrera con un sencillo en la octava entrada en la victoria por 3-1.Después de eso, no bateó hits en sus siguientes dieciocho turnos al bate antes de sentarse en los dos últimos juegos de la temporada. "Esos lanzadores de la Liga Americana me hicieron parecer exactamente lo que era: un joven joven, verde e inmaduro de dieciocho años que había tenido suerte ese primer día contra Washington", reflexionó más tarde. Al finalizar la temporada, los Orioles lo enviaron a los Willard Blues, un equipo de la liga invernal colombiana donde Baltimore envió algunos de sus mejores prospectos. Earl Wilson golpeó a Robinson en la cabeza con un lanzamiento en uno de los juegos, pero Robinson estuvo protegido de lesiones graves gracias a un nuevo casco de bateo de fibra de vidrio que el equipo estaba probando en sus jugadores.
En 1956, a Robinson se le permitió permanecer en los entrenamientos de primavera con los Orioles hasta el 21 de marzo, pero Baltimore adquirió a Bobby Adams para jugar en la tercera base, pensando que Robinson, de dieciocho años, no estaba del todo listo para las ligas mayores. Pasó la mayor parte del año con los San Antonio Missions de la Sucursal AA, donde se rompió el cartílago de la rodilla derecha mientras se deslizaba hacia una base en agosto. Inicialmente se temía que la lesión requiriera cirugía, pero el descanso y el calor redujeron la hinchazón y solo se perdió unos pocos juegos. Ascendido a Baltimore después de la temporada de ligas menores, apareció en quince juegos, demostrando una habilidad defensiva más allá de su edad, aunque solo bateó .227.
Robinson compitió con el futuro miembro del Salón de la Fama George Kell para ser el tercera base titular de Baltimore en 1957, aunque Kell felizmente fue el mentor del jugador más joven. Ambos llegaron a la alineación titular (Robinson en tercera base, Kell en primera), pero dos semanas después de la temporada, Robinson se desgarró por completo el cartílago de su rodilla mientras se desviaba para evitar un pelotazo en primera base. Se perdió todo mayo y pasó la mayor parte de junio en una asignación de rehabilitación en San Antonio, pero recuperó el puesto titular cuando regresó. El 2 de agosto, fue nuevamente golpeado en la cabeza con un lanzamiento, esta vez por Ned Garver. El lanzamiento errado resultó en una conmoción cerebral leve y una herida sobre el ojo izquierdo de Robinson que requirió diez puntos, pero después de cinco días, el jugador estaba listo para actuar nuevamente. El 14 de agosto Pedro Ramos le hizo un lanzamiento que convirtió en su primer jonrón en las Grandes Ligas. En cincuenta juegos bateó .239. Debido al tiempo que se había perdido, los Orioles lo hicieron jugar béisbol de invierno nuevamente para continuar su desarrollo. Esta vez en La Habana, donde lideró la liga con nueve jonrones.
Cuando los Orioles jugaron contra los New York Yankees a finales de abril de 1958, Yogi Berra dijo que Robinson tenía "un gran futuro" después de que el tercera base se lanzara para atrapar un roletazo de Gil McDougald, se levantara y aun así sacara a Berra tratando de anotar. Ofensivamente, Robinson bateó .406 hasta abril. Hacia mitad de temporada, desarrolló un problema en su swing y comenzó a batear demasiados elevados, lo que le hizo perder tiempo de juego ante Dick Williams en agosto. Ayudó a Hoyt Wilhelm a lanzar un juego sin hits el 28 de septiembre al realizar tres fantásticas jugadas defensivas después de reemplazar a Williams en la tercera base en la octava entrada. "No hubo muchos momentos brillantes en mi temporada de 1958, pero participar en el juego sin hits de Wilhelm fue el más importante para mí", recordó Robinson. En 145 juegos, bateó .238 con tres jonrones en 463 turnos al bate, números ofensivos débiles, pero su defensa fue más impresionante. "Creo que Brooks es único en su clase como tercera base defensiva", dijo el mánager de los Oriole, Paul Richards.
Después de la temporada de 1958, Robinson sirvió seis meses en la Guardia Nacional de Arkansas, lo que le ahorró el riesgo de ser reclutado por el ejército de los Estados Unidos y tener que servir de forma continua durante dos años. El servicio le impidió estar en óptimas condiciones para el béisbol, y poco después de que comenzara la temporada de 1959, Robinson fue enviado a los Vancouver Mounties de la Liga de la Costa del Pacífico Clase AAA. El 17 de mayo vivió un momento aterrador cuando en el Capilan Stadium estaba en el banquillo para atrapar una pelota, se desgarró el bíceps derecho con un gancho, lo que le desgarró los tendones y le provocó una hemorragia grave. El entrenador del equipo Doc Younker ayudó a Robinson a soltarlo del gancho y llevarlo al hospital. La lesión estuvo a punto de desgarrar un nervio, lo que habría acabado con su carrera, pero tuvo que perderse sólo 25 partidos. Cumpliendo una promesa que hizo cuando degradó a Robinson, Richards lo llamó antes del primer Juego de Estrellas de la temporada. El tiempo en las menores había ayudado a su bateo; El biógrafo Doug Wilson escribió que "ya no era superado por los lanzadores de grandes ligas". Bateó .284 en 88 juegos y Richards dijo que fue "el mejor jugador de la Liga Americana durante las últimas cinco semanas de la temporada".

### Jugador de todos los días, MVP (1960-1965)

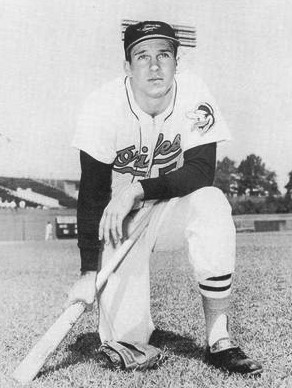
Robinson en 1963

En 1960 Robinson era el indiscutible tercera base de los Orioles. Comenzó el año en el sexto lugar en la alineación de bateo, pero ascendió al tercer puesto después de batear .333 en junio y .351 en julio. En julio, fue seleccionado para el primero de sus 18 Juegos de Estrellas consecutivos; formaría parte de ambos partidos de 1960 a 1962, en los que se jugaban dos partidos al año. El 15 de julio registró cinco hits en cinco turnos al bate, convirtiéndose en el primer jugador de los Orioles en batear para el ciclo en una victoria por 5-2 ante los Chicago White Sox. Por primera vez desde su llegada a Baltimore, los Orioles fueron contendientes por el banderín de la Liga Americana, parte de una carrera a tres bandas con los Yankees y los White Sox cuando llegó septiembre. En el primer juego de una serie de principios de septiembre contra los Yankees en Baltimore, Robinson logró la primera carrera impulsada, luego fildeó un batazo de la pierna de Milt Pappas en la novena y sacó a Héctor López en la primera base. Impulsó las únicas carreras en el segundo juego, en el que los Orioles tomaron el primer lugar en la Liga Americana el 3 de septiembre. Baltimore arrasó en la serie, pero una fiebre hospitalizó brevemente a Robinson al final de la serie. y entró en una mala racha de bateo. Después de ser barrido en una serie de cuatro juegos contra Nueva York a finales de mes, Baltimore terminó en segundo lugar. En 152 juegos, Robinson bateó .294 y conectó 14 jonrones. Terminó tercero en la votación del Jugador Más Valioso (MVP) de la Liga Americana (detrás de Roger Maris y Mickey Mantle), fue nombrado el jugador de los Orioles Más Valioso por comentaristas y periodistas deportivos de Baltimore, y ganó el primero de 16 premios Guante de Oro consecutivos en la tercera base.
Durante la mayor parte de 1961 Robinson bateó primero en la alineación de Baltimore. Consolidó aún más su reputación defensiva en 1961; El periodista deportivo Bob Addie informó: "Los 'jóvenes veteranos' en el palco de prensa están comenzando a comparar a Brooks Robinson de Baltimore con los grandes tercera base del pasado". Uno de los dos jugadores de la Liga Americana que apareció en todos los juegos de la temporada, bateó .287 con 192 hits (segundo en la liga solo detrás de los 193 de Norm Cash) y siete jonrones. 
Después de dos segundos puestos consecutivos, los Orioles cayeron al séptimo lugar en la liga en 1962, pero Robinson tuvo otro buen año. En juegos consecutivos el 6 y 9 de mayo, Robinson conectó un grand slam, uno de los seis jugadores de Grandes Ligas que lo había hecho en ese momento. En agosto tuvo ocho hits consecutivos en un lapso de tres juegos. Sports Illustrated lo proclamó "el mejor tercera base de la liga". Bateó por encima de .300 por primera vez (.303) y superó los 20 jonrones (23), registrando 86 carreras impulsadas y fue nombrado el JMV de los Orioles por segunda vez. Robinson tuvo un excelente comienzo ofensivo en la temporada de 1963 y tuvo hits en sus dos turnos al bate en el Juego de Estrellas de ese año. En general, su producción ofensiva disminuyó, ya que bateó solo .219 después del receso del Juego de Estrellas, y vio llegar a su fin una racha de 462 juegos consecutivos jugados cuando el mánager Billy Hitchcock lo envió a la banca en un intento de mejorar su bateo. Durante el año, bateó .251 con 11 jonrones y 67 carreras impulsadas.
Robinson pasó tiempo extra en el entrenamiento de primavera de 1964 practicando la ofensiva con el entrenador de bateo Gene Woodling. El entrenador animó a Robinson a dejar de hacer swing ante malos lanzamientos, y Robinson comenzó a usar un bate un poco más pesado. Contra los Yankees a principios de año, hizo lo que Wilson dijo que "en general se aceptaba como la jugada del año", lanzándose para detener un roletazo contundente del bate de Bobby Richardson y echándolo fuera mientras aún sentado en el suelo. Con los Orioles, Yankees y White Sox en una carrera a tres bandas por el banderín, Robinson bateó .464 con 28 carreras impulsadas desde el 7 de septiembre hasta el final de la temporada, aunque los Orioles nuevamente terminaron detrás de los Yankees. Los Orioles lo honraron con una "Noche de Brooks Robinson" al final de la temporada, que el jugador dijo "siempre será uno de los grandes momentos de mi vida". Maxwell Kates de la Sociedad para la Investigación del Béisbol Estadounidense dijo que "Robinson tuvo quizás su mejor temporada en 1964". Jugando todas menos dos entradas de la temporada de 163 juegos de Baltimore, Robinson bateó para un promedio de bateo de .317 con 28 jonrones. Lideró la liga con 118 carreras impulsadas y ganó el premio al Jugador Más Valioso de la Liga Americana. Durante gran parte de 1965, Robinson volvió a batear por encima de .300, aunque su promedio cayó a .297 al final del año. Lideró a Baltimore en promedio de bateo y carreras impulsadas (80).

### Campeón de la Serie Mundial (1966-1971)

#### 1966-1970
Durante la temporada baja de 1965-66, los Orioles adquirieron al exjugador Más Valioso de la Liga Nacional (NL), Frank Robinson de los Cincinnati Reds; Frank batearía tercero en la alineación, justo delante de Brooks. A mitad de año Brooks tenía 70 carreras impulsadas. En el Juego de Estrellas en condiciones de 41 °C (106 °F), realizó varias jugadas defensivas sobresalientes y registró tres hits, siendo nombrado MVP del juego a pesar de que la Liga Americana perdió 2-1. Durante 28 juegos en agosto tuvo problemas, bateando .187 con solo tres carreras impulsadas. No obstante, los Orioles ganaron el banderín de la Liga Americana por primera vez durante el mandato de Robinson con el equipo, consiguiéndolo el 15 de septiembre. En 157 juegos, Robinson bateó .269 con 23 jonrones y 100 carreras impulsadas, su segunda y última temporada con al menos 100 carreras impulsadas. Terminó segundo detrás de Frank, ganador de la Triple Corona de ese año, en la votación del Jugador Más Valioso de la Liga Americana; Su compañero de equipo Boog Powell quedó tercero.
Contra Los Angeles Dodgers en la Serie Mundial, Frank y Brooks conectaron jonrones consecutivos ante Don Drysdale en el Juego 1, una victoria por 5-2. "El segundo lanzamiento de Drysdale para mí fue una bola rápida alta, y la estacioné casi en los mismos asientos en el pabellón del jardín izquierdo [donde Frank le había golpeado]", recordó Robinson. En el Juego 4, los Orioles mantuvieron una ventaja de 1-0 en la quinta entrada cuando Jim Lefebvre abrió con un sencillo. El siguiente bateador, Wes Parker, conectó un roletazo que Robinson tuvo que estirar para atrapar. Luego de tropezar, Robinson lanzó la pelota al segunda base Davey Johnson, quien sacó a Parker en primera base para completar un doble play. El marcador se mantuvo 1-0 hasta el final del juego, y los Orioles completaron una barrida de cuatro juegos sobre los Dodgers para el primer campeonato de Serie Mundial de Baltimore. Una foto de Robinson saltando en el aire mientras corría hacia el montículo del lanzador para felicitar a Dave McNally después del juego sigue siendo una de las fotos más icónicas de los Orioles. Después de la temporada, él y muchas otras celebridades del béisbol realizaron una gira para visitar a las tropas estadounidenses que servían en la Guerra de Vietnam.
En el entrenamiento de primavera de 1967, Phil Niekro golpeó a Robinson en la cabeza con un lanzamiento, provocando una leve conmoción cerebral. Robinson cayó a principios de año, pero mejoró hacia finales de junio, registrando 17 hits en 39 turnos al bate en un tramo de 10 juegos, incluidos cinco jonrones. Su jonrón en el Juego de Estrellas fue la única carrera de la Liga Americana en su derrota por 2-1 en 15 entradas. El 6 de agosto, logró un triple play por cuarta vez en su carrera, un récord de Grandes Ligas. "No me importaría ver a alguien borrar mi récord de bateo en cuatro triple play", dijo. Hacia el final del año, se quedó sin hits en 49 de 51 turnos al bate. En 158 juegos, bateó .269 con 22 jonrones y 77 carreras impulsadas. Jugó los 162 partidos para los Orioles en 1968, bateando .253 con 17 jonrones y 75 carreras impulsadas. Robinson también terminó la temporada con 405 asistencias, empatando el récord de Grandes Ligas establecido por Harlond Clift en 1937; Graig Nettles batió el récord con 412 asistencias en 1971.
Hasta mayo de 1969, Robinson bateó .216, y sólo elevó su promedio a .234 al final del año. El mánager Earl Weaver atribuyó sus dificultades a los malos lanzamientos, así como a su ritmo lento, que le impidió conseguir tantos hits dentro del cuadro. El 28 de mayo, en una victoria como visitante por 9-5 contra los Seattle Pilots, conectó el jonrón número 179 de su carrera como tercera base, rompiendo el récord de la Liga Americana de Clift. Robinson bateó .234 con 23 jonrones y 84 carreras impulsadas, y los Orioles ganaron la recién creada división Este de la Liga Americana para avanzar a la postemporada. 
En el Juego 1 de la Serie de Campeonato de la Liga Americana (ALCS) contra los Minnesota Twins, Robinson conectó cuatro hits en la victoria de Baltimore por 4-3. Metió una línea contundente desde el bate de Rod Carew en el Juego 3 una victoria por 11-2 que aseguró a los Orioles un viaje a la Serie Mundial para enfrentar a los New York Mets. Durante el primer juego de la Serie Mundial, Rod Gaspar conectó una bola lenta y rebotante hacia la tercera base que tanto Gaspar como el lanzador Mike Cuellar. Robinson lo atrapó con las manos desnudas y lo lanzó a primera antes de levantarse por completo, retirando a Gaspar mientras los Orioles ganaban 4-1. Hizo una jugada similar para evitar que Jerry Grote consiguiera un hit en el Juego 2 y tuvo un sencillo productor contra Jerry Koosman, pero Baltimore perdió 2-1. Con los Orioles detrás de los Mets 1-0 en la novena entrada del Juego 4, Robinson bateó contra Tom Seaver con corredores en primera y tercera y un out. Envió la pelota hacia el jardín derecho pero le robaron un hit cuando Ron Swoboda hizo una captura en picada; El biógrafo Doug Wilson, mencionado anteriormente en este artículo, escribió que la atrapada "es una de las grandes jugadas de todos los tiempos en la historia de la Serie Mundial". Baltimore perdió 2-1 en 10 entradas y luego perdió la serie en cinco juegos.
Robinson comenzó a usar un bate más pesado en 1970, cuando bateó .311 en abril. El 9 de mayo, conectó su jonrón número 200. Su hit número 2.000 llegó el 20 de junio, un jonrón de tres carreras que proporcionó el margen de victoria en un juego contra los Washington Senators. Contra los Boston Red Sox el 4 de septiembre, registró cinco hits, dos jonrones y cuatro carreras impulsadas en una victoria por 8-6. El 8 de septiembre, en una victoria como visitante por 6-3 contra los Detroit Tigers, rompió el récord de la Liga Americana de Eddie Yost de 2.008 juegos en la tercera base. En el primer juego de una doble cartelera contra los Senators el 29 de septiembre, logró las carreras impulsadas número 1.000 de su carrera contra Joe Coleman, quien también había permitido su jonrón número 200. Robinson tuvo su promedio de bateo más alto (.276) y total de carreras impulsadas (94) desde 1966, agregando 18 jonrones cuando los Orioles ganaron nuevamente la División Este de la Liga Americana.

#### Postemporada de 1970
En la Serie de Campeonato de la Liga Americana , contra los Twins, Robinson bateó .583 con tres carreras anotadas y dos impulsadas mientras Baltimore completaba la barrida, enviándolos a la Serie Mundial contra los Cincinnati Reds. Con el Juego 1 de la Serie Mundial empatado 3-3 en la sexta entrada, Lee May conectó una bola de un salto justo después de la tercera. Jugando detrás de la base, Robinson se lanzó, le dio un revés a la pelota, giró 180 grados e hizo un lanzamiento de un salto a primera que por poco le ganó a May la carrera. Años más tarde, Jayson Stark de ESPN consideró esta la tercera mejor jugada de todos los tiempos. Contra Gary Nolan en la séptima entrada, el jonrón solitario de Robinson proporcionó el margen de victoria en el triunfo de Baltimore por 4-3. Al final resultó que, estas fueron solo las primeras de muchas buenas jugadas que Robinson haría durante la Serie.
Durante el Juego 2, Robinson se lanzó al espacio entre él y el campocorto Mark Belanger para fildear un roletazo de Bobby Tolan en la primera entrada. Lanzando la pelota a segunda base, poniendo out a Pete Rose. Luego, en la tercera entrada, atrapó una línea dura del bate de May, girando y lanzando casi inmediatamente a segunda para una doble matanza que terminó la entrada. Baltimore ganó el juego 6-5. Robinson atrapó por encima de la cabeza una pelota que rebotaba en el bate de Tony Pérez en la primera entrada del Juego 3, superando a Rose hasta la tercera base y lanzando a primera para completar una doble matanza. Con defender un rodado lento de Tommy Helms en la segunda entrada, Robinson rodeó parcialmente la pelota antes de recogerla, lo que le permitió lanzar a primera en un mejor ángulo. Se lanzó hacia su izquierda para robarle un hit a Johnny Bench en la sexta entrada, apenas aguantando una línea dura. Ofensivamente, consiguió dos carreras impulsadas en la victoria de Baltimore por 9-3. En el Juego 4, tuvo cuatro hits y un jonrón, aunque Baltimore perdió 6-5. Finalmente, en el Juego 5, atrapó con el revés una línea del bate de Bench en el noveno, y fildeó el rodado de Pat Corrales para el último out, cuando Baltimore ganó el juego 9-3 a conseguir su segunda victoria en la Serie Mundial.
Aunque Robinson bateó .429 con dos jonrones en la serie, su destreza defensiva fue lo que realmente se destacó, ya que inició dos dobles jugadas y fildeó 23 oportunidades mientras realizaba varias jugadas sobresalientes. Su actuación le valió el premio MVP de la Serie Mundial . Durante la serie, el mánager de los Reds, Sparky Anderson, bromeó: "Estoy empezando a ver a Brooks mientras duermo. Si se me cae este plato de papel, lo recogería de un salto y me echaría al principio". "Nunca he visto nada parecido en mi vida", dijo Rose. "Tiene que ser el mejor tercera base de todos los tiempos", dijo Pérez, quien jugó en la misma posición. "Simplemente disfruto viéndolo jugar. Siempre está en el lugar correcto". Wilson escribió que el juego sobresaliente de Robinson en la serie, que fue televisada a nivel nacional, ayudó a que fuera apreciado por los fanáticos del béisbol fuera del área de Baltimore. Después de la temporada, ganó el cinturón Hickok , presentado anualmente al mejor atleta profesional del año.

#### 1971
Antes de la temporada de 1971 Robinson firmó un contrato de 100.000 dólares, convirtiéndose en sólo uno de los 12 jugadores con un salario de béisbol tan alto en ese momento. Jugó 50 juegos seguidos sin cometer un error y recibió la mayor cantidad de votos de los jugadores de la Liga Americana en el Juego de Estrellas. El 28 de julio, cometió inusualmente tres errores en un juego, aunque Baltimore aún ganó 3-2. Wilson señaló que "los hombres literalmente habían caminado sobre la luna antes de que Brooks Robinson cometiera tres errores en un juego". En el último día de la temporada, rompió la marca de Eddie Mathews, el récord de Grandes Ligas de 2181 juegos en la tercera base, y su jonrón en la segunda entrada proporcionó la única anotación en la victoria por 1-0 sobre los Red Sox. En 156 juegos, bateó .272, conectó 20 jonrones e impulsó 92 carreras para terminar cuarto en la votación del Jugador Más Valioso de la Liga Americana.
Por tercer año consecutivo, los Orioles ganaron la División Este de la Liga Americana. En el Juego 2 de la Serie de Campeonato de la Liga Americana contra los Athletics, Robinson conectó un jonrón contra Catfish Hunter. Tuvo dos carreras impulsadas en el Juego 3 y bateó .364 en la serie cuando Baltimore barrió a los Athletics, volviendo a llegar a la Serie Mundial donde se enfrentarían a los Pittsburgh Pirates. En el Juego 2, Robinson tuvo tres carreras impulsadas y llegó a base de manera segura cinco veces, uniéndose a Babe Ruth y Lou Brock como los únicos otros jugadores en hacerlo en un juego de Serie Mundial. Durante la octava entrada, aterrizó sobre su pecho después de lanzarse hacia una pelota que rebotaba en el bate deManny Sanguillén, pero se levantó a tiempo para sacar al corredor. Baltimore ganó 11-3. Después de que los Pirates consiguieron dos corredores en la primera entrada del Juego 3, Robinson atrapó una línea dura del bate de Bob Robertson, lanzando a segunda para una doble matanza. Baltimore perdería ese juego 5-1. Con los Orioles enfrentando la eliminación en el Juego 6, Robinson conectó un elevado de sacrificio en la décima entrada contra Bob Miller que anotó la carrera ganadora en una victoria por 3-2. Bateó .318 en la serie y empató con otros Orioles y Pirates en la mayor cantidad de carreras impulsadas en la serie (cinco), pero Pittsburgh derrotó a los Orioles en siete juegos. 

### Años posteriores (1972-1977)
Robinson se desempeñó como representante de los jugadores de la Asociación de Jugadores de Béisbol de las Grandes Ligas durante gran parte de su carrera con los Orioles. En 1972, él y Belanger estuvieron entre los 47 que votaron a favor de la huelga de las Grandes Ligas de Béisbol de 1972. "Quiero jugar", dijo Robinson a los periodistas. "Todos los jugadores lo hacen. Todo se reduce a si los propietarios están dispuestos a hacer algunas concesiones. Creo que nuestros compañeros también están dispuestos a hacer algunas, y esa parece ser la mejor oportunidad". La huelga sólo terminó cancelando juegos en 10 días de la temporada de 1972, pero Robinson fue abucheado en su primer turno al bate del año en el Memorial Stadium.
En 153 juegos en 1972, Robinson bateó .250. Sus ocho jonrones y 64 carreras impulsadas fueron sus totales más bajos en esas categorías desde 1961. Durante la temporada, criticó públicamente a Weaver cuando Weaver sugirió que algunos de los veteranos de los Orioles se estaban volviendo demasiado mayores para jugar. "Encuentro el comentario vergonzoso", dijo Robinson. "No me gusta ir a lugares para escuchar a la gente decir que estoy sobre la colina, o saber que lo están pensando". Sin embargo, reconoció que Weaver era un gran gerente y observó un par de años más tarde que "Rara vez he cuestionado su acción". Robinson aun así ganó el Premio del Comisionado , presentado anualmente al individuo que mejor representó el béisbol como jugador y como persona.

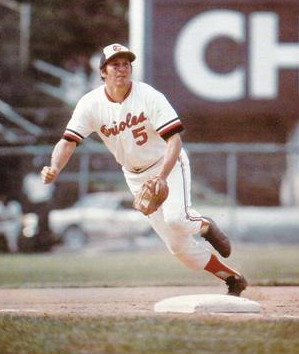
Robinson en 1977

Robinson conectó dos jonrones el día inaugural de 1973, pero su promedio de bateo estaba por debajo de .200 a mediados de junio. Aun así llegó al Juego de Estrellas , pero los periodistas deportivos observaron que su selección tenía más que ver con la popularidad que con su desempeño esa temporada. El 4 de mayo, logró el hit número 2.417 de su carrera, rompiendo el récord de Pie Traynor de más hits de un tercera base. Defensivamente, inició dos triple play 5–4–3: el 7 de julio contra los Athletics y el 20 de septiembre contra los Tigers. El 20 de agosto conectó su hit número 2500 contra los Twins, un sencillo productor en la novena entrada para empatar el juego, y los Orioles ganaron 4-3. En los 2 últimos de la temporada durante seis meses, bateó casi .300. Jugó 155 juegos, bateando .257 con nueve jonrones y 72 carreras impulsadas cuando los Orioles regresaron a los playoffs después de una ausencia de un año. En la Serie de Campeonato de la Liga Americana contra Oakland, bateó .250 con una carrera anotada y dos carreras impulsadas cuando los Atléticos derrotaron a Baltimore en cinco juegos.
Aunque Robinson cometió más errores de lo habitual en 1974, estaba bateando .311 en el receso del Juego de Estrellas. En el penúltimo juego del año, Robinson anotó desde primero con un doble emergente de Andy Etchebarren. La carrera proporcionó el margen de victoria en un juego que, junto con una derrota de los Yankees ese mismo día, convirtió a los Orioles en campeones de la División Este de la Liga Americana. Robinson bateó .288 con siete jonrones. Su promedio de bateo fue el mejor desde 1965, aunque sus carreras impulsadas fueron las más bajas desde 1959. El historiador de los Oriole, Ted Patterson, escribió que 1974 fue "su última temporada sólida". Los Orioles se enfrentaron nuevamente a los Atléticos en la Serie de Campeonato de la Liga Americana; En el Juego 1, Robinson se lanzó para atrapar una pelota golpeada porDick Green luego lo echó al principio, agregando un jonrón solitario en la victoria de Baltimore por 6-1. Batearía sólo .083 en la serie, que Oakland ganó en cuatro juegos.
Acosado por un dolor en el pulgar y una disminución de su capacidad en 1975, Robinson se perdió el Juego de Estrellas por primera vez desde 1960. Su promedio de bateo fue de .159 en un momento, y el 7 de julio, un bateador emergente fue sustituido por él. primera vez desde 1958. En 144 juegos, bateó .201 con seis jonrones y 53 carreras impulsadas. En el lado positivo, lideró a los antesalistas de la Liga Americana en porcentaje de fildeo por undécima vez. 
Los Orioles tenían un joven prospecto de tercera base llamado Doug DeCinces, y el 17 de mayo de 1976, Weaver informó a Robinson que DeCinces asumiría su puesto; aunque todavía era un buen jardinero, Robinson sólo bateaba .165. Robinson solicitó un cambio a un equipo que le daría más tiempo de juego y casi fue enviado a los White Sox, pero vetó el trato porque Chicago no quería darle un contrato hasta 1978. En 71 juegos , bateó .211 con tres jonrones y 11 carreras impulsadas.
1977 sería su última temporada; su tiempo de juego fue poco frecuente. "El último gran momento de Brooks", según Patterson, se produjo contra los Indios el 19 de abril, cuando bateó como emergente en la parte baja de la décima entrada de un juego contra los Indios en el que Baltimore perdía 5-3. Había dos hombres en la base, y después de trabajar la cuenta completa y cometer faltas en varios lanzamientos, Robinson conectó un jonrón contra Dave LaRoche para una victoria de los Oriole por 6-5. Hizo su última aparición de bateo el 5 de agosto en el estadio de Anaheim, bateando como emergente por Belanger en la parte alta de la octava entrada y fue out con una línea. Sin embargo, jugaría brevemente en un partido más, ocho días después en el Memorial Stadium contra los Athletics. Entró como bateador emergente por Al Bumbry contra el zurdo Bob Lacey. Cuando el mánager de Oakland, Bobby Winkles, reemplazó a Lacey con el derecho Doug Bair, Weaver reemplazó a Robinson con el zurdo Tony Muser incluso antes de que comenzara el turno al bate. Con los Orioles necesitando otro lugar en la lista cuando Rick Dempsey regresó de la lista de lesionados, Robinson anunció su retiro como jugador activo el 21 de agosto, con más de un mes para terminar la temporada. Le dieron unovación de pie de los fanáticos en el Estadio Metropolitano antes de la derrota de esa tarde por 9-5 ante los Minnesota Twins. Fue honrado un mes después con una ceremonia de una hora antes de una derrota por 10-4 ante los Boston Red Sox el 18 de septiembre ante una multitud de 51.798 personas, entonces la mayor asistencia para un juego de temporada regular en casa de los Orioles.

## Estadísticas
Robinson bateó .267 en sus 23 años de carrera, acumulando 2.848 hits, 268 jonrones y 1.357 carreras impulsadas. En 39 juegos de postemporada, bateó .303 con 5 jonrones y 22 carreras impulsadas. Defensivamente, Robinson estableció un récord de la Liga Americana al liderar la liga en porcentaje de fildeo durante 11 temporadas. El porcentaje de fildeo de su carrera de .971 fue más alto que el de cualquier otro tercera base cuando se retiró. Otros récords de tercera base que posee incluyen la mayor cantidad de juegos jugados en la posición (2,870), la mayor cantidad de outs (2,697), la mayor cantidad de asistencias (6,205), la mayor cantidad de oportunidades totales (9,165) y la mayor cantidad de dobles jugadas (618).
Antes de Robinson, ningún otro jugador en la historia de las Grandes Ligas había pasado hasta 23 temporadas exclusivamente con un club; el único jugador que lo ha hecho desde entonces es Carl Yastrzemski. Robinson llegó a 18 Juegos de Estrellas consecutivos (1960–74) y participó en la Serie Mundial cuatro veces. Graig Nettles rompió su récord de la Liga Americana de 266 jonrones en su carrera como tercera base en 1980.
| Categoría | P     | Avr. | AB     | R     | H     | 2B  | 3B | HR  | RBI   | SB | CS | BB  | SO  | OBP  | SLG  | OPS  | PO    | A     | DP  | E   | FLD% |
| --------- | ----- | ---- | ------ | ----- | ----- | --- | -- | --- | ----- | -- | -- | --- | --- | ---- | ---- | ---- | ----- | ----- | --- | --- | ---- |
| Total     | 2,896 | .267 | 10,654 | 1,232 | 2,848 | 482 | 68 | 268 | 1,357 | 28 | 22 | 860 | 990 | .322 | .401 | .723 | 2,712 | 6,205 | 621 | 264 | .971 |

## Tras el retiro
En 1961 Robinson se convirtió en copropietario del restaurante Gorsuch House de Brooks y Eddie Robinson ubicado cerca del Memorial Stadium. Fundó Brooks Robinson Sporting Goods en 1963; la empresa realizó muchos negocios mayoristas con equipos del área de Baltimore. En la década de los años 1970 habían establecido múltiples ubicaciones en el área de Baltimore. Suministraron brevemente uniformes para los Orioles y luego equiparon a los efímeros Baltimore Claws de la Asociación Estadounidense de Baloncesto. En 1974 la empresa obtuvo un préstamo para expandirse a York, Pensilvania, pero los retrasos en la construcción de la nueva tienda endeudaron a la empresa, lo que la obligó a cesar sus operaciones poco después. Un juez ordenó que se vendiera la casa de Robinson en el otoño de 1976 para pagar la deuda de la empresa, pero Robinson logró conservar la casa pagando casi 180.000 dólares (alrededor de 971.260 dólares en 2023) de sus ahorros personales. Se convirtió en portavoz de Crown Central Petroleum en 1968 y pasó más de 30 años trabajando para ellos. Después del fracaso del negocio de artículos deportivos, Robinson y Ron Shapiro fundaron Personal Management Associates, que administraba dinero para los atletas.
Después de su retiro como jugador, Brooks comenzó a trabajar como comentarista para las transmisiones televisivas de los Orioles, viajando a alrededor de 50 juegos como visitante para los Orioles y también convocando 10 juegos en casa. Se desempeñó como locutor hasta 1993, cuando decidió dedicar más tiempo a centrarse en sus actividades comerciales. En 1982, Robinson ayudó a iniciar la Asociación de Antiguos Alumnos de Jugadores de Béisbol de las Grandes Ligas, una organización que ayuda a los jugadores retirados a obtener beneficios, promueve el béisbol, recauda dinero para organizaciones benéficas y ayuda a los jugadores retirados a interactuar entre sí. Sucedió a Kaat como presidente de la organización a finales de la década de 1980 y sigue siendo su director.
Robinson se convirtió en copropietario de Opening Day Partners, una organización propietaria de varios equipos de ligas menores, en 2005. El grupo posee cuatro equipos en la Liga Atlántica de Béisbol Profesional, y Robinson jugó un papel importante en el establecimiento de la Revolución de York. Fundado en York, Pensilvania en 2007, el equipo fue el primero de York desde 1969; El propio Robinson había jugado pelota de ligas menores para los York White Roses en 1955. El estadio del equipo, el WellSpan Park, está ubicado en 5 Brooks Robinson Way, y la plaza en su entrada lleva su nombre. En la década de los años 1980 y nuevamente en 2006, Robinson ayudó a recaudar dinero para restaurar el Lamar Porter Field en su ciudad natal de Little Rock, donde había jugado béisbol mientras crecía.

## Honores
El número de camiseta de Robinson (5) fue retirado por los Orioles el 14 de abril de 1978. En 1983 Robinson fue elegido para el Salón de la Fama del Béisbol, uno de los 16 jugadores que fueron honrados en la primera votación desde la promoción inaugural de 1936. Casualmente, Kell ingresó el mismo año. "Era increíble que dos niños criados a sólo 90 millas de distancia, y con los mismos antecedentes religiosos y los mismos ideales, ingresaran al Salón de la Fama el mismo día", dijo Kell. "No se podría escribir el guión mejor". Brooks y Frank fueron los primeros miembros del Salón de la Fama de los Baltimore Orioles en 1977, y Brooks fue seleccionado para el Salón de la Fama de Arkansas al año siguiente. Robinson y el exjugador de fútbol americano de los Baltimore Colts, Johnny Unitas, tenían placas en su honor en el vestíbulo del Memorial Stadium. Cuando los Orioles jugaron allí su último partido el 6 de octubre de 1991, se invitó a Robinson y Unitas a realizar los primeros lanzamientos ceremoniales. Robinson lanzó una pelota de béisbol, mientras que Unitas lanzó una pelota de fútbol americano. Después del juego, Robinson llevó a 119 exjugadores de los Orioles uniformados al campo, donde tomaron sus antiguas posiciones.
En 1999, Robinson ocupó el puesto 80 en la lista de The Sporting News de los 100 mejores jugadores de béisbol y fue elegido miembro del equipo All-Century de las Grandes Ligas de Béisbol. Los fanáticos eligieron a Robinson para el equipo Guante de Oro Rawlings de todos los tiempos en 2008; Robinson acumuló la mayor cantidad de votos de cualquier jugador elegido. En 2015, Robinson fue seleccionado como uno de los Cuatro de la Franquicia de los Orioles, reconociendo a los cuatro mejores jugadores vivos en la historia de los Orioles, junto con Jim Palmer, Frank Robinson y Cal Ripken Jr.. Fue el Salón Nacional de Béisbol de 2020. de la fama Ganador del premio Bob Feller Act of Valorpor su servicio en la Guerra de Vietnam.
Robinson también ha ganado varios premios que no son específicamente para jugadores de béisbol. En 1984, recibió el Premio Placa de Oro de la Academia Estadounidense de Logros. Los Boy Scouts of America le otorgaron el premio Silver Beaver en 1990. La Radio Tower Drive, una carretera en Pikesville, Maryland, pasó a llamarse Brooks Robinson Drive en honor al 70 cumpleaños de Robinson el 16 de mayo de 2007.
Se han creado tres estatuas de Robinson, la primera se colocó en Brooks Robinson Plaza en las afueras de WellSpan Park en York en 2008. El 22 de octubre de 2011, se inauguró el segundo en Washington Boulevard en el centro de Baltimore. Esta estatua representaba a Robinson preparándose para expulsar a un corredor en primera base. Presente en la inauguración de la estatua, Robinson comentó que ésta "le dio más pelo del que merecía". Los Orioles dieron a conocer una escultura de bronce de Robinson más grande que la vida en Oriole Park en Camden Yards el 29 de septiembre de 2012, como parte de la Serie de Celebración de Leyendas de los Orioles durante el vigésimo aniversario del estadio.